# Nombre de Cauchy
El nombre de Cauchy {\displaystyle (Ca)} és un nombre adimensional que s'utilitza en la mecànica de fluids. Representa la relació entre les forces d'inèrcia i les forces elàstiques. Aquest nombre porta el nom d'Augustin Louis Cauchy, matemàtic i físic francès.
Es defineix de la següent manera:
{\displaystyle Ca={\frac {\rho v^{2}}{K}}}
on :
- ρ = massa volúmica,
- v = velocitat del fluid,
- K = mòdul d'elasticitat.

Si K és isentròpic, el nombre Cauchy és igual al nombre de Mach al quadrat: Ca = Ma².
El mòdul d'elasticitat es pot descriure mitjançant la següent expressió:
{\displaystyle K=\gamma p={\frac {\gamma \rho RT}{M}}=\rho a^{2}}
on :
- γ = relació de les capacitats tèrmiques màssiques {\displaystyle {\frac {C_{p}}{C_{v}}}}
- p = pressió,
- R = constant dels gasos perfectes,
- T = temperatura,
- ρ = massa volúmica,
- M = massa molar,
- a = velocitat del so, amb {\displaystyle a={\sqrt {\frac {\gamma RT}{M}}}}

En el cas d'un gas perfecte, la pressió pot ser d'acord amb la llei dels gasos perfectes: 
{\displaystyle PV=nRT}, 
d'on: 
{\displaystyle P={\frac {nRT}{V}}={\frac {\rho RT}{M}}}.